# Hanaslövsbacken
Hanaslövsbacken är en skidanläggning belägen strax utanför Alvesta, på Hanaslövsbergets sluttning. Hanaslövsbergets högsta punkt är 260 meter över havet och har en fallhöjd på 70 meter. 
Skidanläggningen startades under 1970-talet. Anläggningen som drivs av Alvesta kommun i samverkan med friluftsfrämjandet och Alvesta skid- och orienteringsklubb har totalt tre nedfarter med två fun-parks i olika nivåer. Intill anläggningen finns det även 2,25 km långt längdåkningsspår med konstsnö och ytterligare 2,25 km med natursnö. Längdskidspåret drivs av Alvesta skid- och orienteringsklubb.
Vid skidanläggningen så finns det även tillgång till skiduthyrning, skidskola, värmestuga, restaurang, pulkabacke och grillplatser.